# Shawn Matthias
Shawn Matthias (né le 19 février 1988 à Mississauga, dans la province de l'Ontario au Canada) est un joueur professionnel de hockey sur glace canadien. Il évolue au poste de centre.

## Carrière de joueur
Au terme de sa deuxième saison avec les Bulls de Belleville de la Ligue de hockey de l'Ontario, Shawn Matthias est repêché en deuxième ronde, 47e rang au total par les Red Wings de Détroit au repêchage d'entrée de 2006 dans la Ligue nationale de hockey. Il participe avec l'équipe LHO au Défi ADT Canada-Russie en 2006 et 2007. Le 27 février 2007, alors qu'il évolue toujours en junior, ses droits sont échangés aux Panthers de la Floride avec deux choix conditionnels au repêchage contre Todd Bertuzzi.
En janvier 2008, il est rappelé de la LHO par les Panthers et fait ses débuts dans la LNH. À son deuxième match, il marque ses deux premiers buts lors d'un match contre les Capitals de Washington. Il joue avec les Panthers jusqu'au 4 mars 2014, alors qu'il est échangé aux Canucks de Vancouver avec Jacob Markström contre Roberto Luongo et Steven Anthony.
Le 13 février 2015, lors d'un match contre les Bruins de Boston, il marque trois buts pour réaliser son premier tour du chapeau en carrière dans la LNH.
Le 6 juillet 2015, il signe un contrat d'un an en tant qu'agent libre avec les Maple Leafs de Toronto, entente qui lui rapportera 2,3 millions de dollars. Le 21 février 2016, il est échangé par les Leafs à l'Avalanche du Colorado contre un choix de quatrième tour au repêchage de 2016 et Colin Smith.

## Statistiques

### En club
| Saison     | Équipe                 | Ligue      |     | Saison régulière | Saison régulière | Saison régulière | Saison régulière | Saison régulière |    | Séries éliminatoires | Séries éliminatoires | Séries éliminatoires | Séries éliminatoires | Séries éliminatoires |
| Saison     | Équipe                 | Ligue      | PJ  | B                | A                | Pts              | Pun              | PJ               | B  | A                    | Pts                  | Pun                  |                      |                      |
| 2004-2005  | Bulls de Belleville    | LHO        | 37  | 1                | 1                | 2                | 15               | 3                | 0  | 0                    | 0                    | 0                    |                      |                      |
| 2005-2006  | Bulls de Belleville    | LHO        | 67  | 12               | 21               | 34               | 42               | 6                | 3  | 0                    | 3                    | 2                    |                      |                      |
| 2006-2007  | Bulls de Belleville    | LHO        | 64  | 38               | 35               | 73               | 61               | 15               | 13 | 5                    | 18                   | 10                   |                      |                      |
| 2007-2008  | Bulls de Belleville    | LHO        | 53  | 32               | 47               | 79               | 50               | 1                | 1  | 0                    | 1                    | 0                    |                      |                      |
| 2007-2008  | Panthers de la Floride | LNH        | 4   | 2                | 0                | 2                | 2                | -                | -  | -                    | -                    | -                    |                      |                      |
| 2008-2009  | Panthers de la Floride | LNH        | 16  | 0                | 2                | 2                | 2                | -                | -  | -                    | -                    | -                    |                      |                      |
| 2008-2009  | Americans de Rochester | LAH        | 61  | 10               | 10               | 20               | 16               | -                | -  | -                    | -                    | -                    |                      |                      |
| 2009-2010  | Panthers de la Floride | LNH        | 55  | 7                | 9                | 16               | 10               | -                | -  | -                    | -                    | -                    |                      |                      |
| 2009-2010  | Americans de Rochester | LAH        | 27  | 6                | 7                | 13               | 12               | 7                | 2  | 5                    | 7                    | 7                    |                      |                      |
| 2010-2011  | Panthers de la Floride | LNH        | 51  | 6                | 10               | 16               | 16               | -                | -  | -                    | -                    | -                    |                      |                      |
| 2011-2012  | Panthers de la Floride | LNH        | 79  | 10               | 14               | 24               | 49               | 7                | 0  | 1                    | 1                    | 6                    |                      |                      |
| 2012-2013  | EHC Linz               | EBEL       | 4   | 1                | 2                | 3                | 0                | -                | -  | -                    | -                    | -                    |                      |                      |
| 2012-2013  | Panthers de la Floride | LNH        | 48  | 14               | 7                | 21               | 16               | -                | -  | -                    | -                    | -                    |                      |                      |
| 2013-2014  | Panthers de la Floride | LNH        | 59  | 9                | 7                | 16               | 14               | -                | -  | -                    | -                    | -                    |                      |                      |
| 2013-2014  | Canucks de Vancouver   | LNH        | 18  | 3                | 4                | 7                | 12               | -                | -  | -                    | -                    | -                    |                      |                      |
| 2014-2015  | Canucks de Vancouver   | LNH        | 78  | 18               | 9                | 27               | 16               | 6                | 1  | 1                    | 2                    | 10                   |                      |                      |
| 2015-2016  | Maple Leafs de Toronto | LNH        | 51  | 6                | 11               | 17               | 12               | -                | -  | -                    | -                    | -                    |                      |                      |
| 2015-2016  | Avalanche du Colorado  | LNH        | 20  | 6                | 5                | 11               | 8                | -                | -  | -                    | -                    | -                    |                      |                      |
| 2016-2017  | Jets de Winnipeg       | LNH        | 45  | 8                | 4                | 12               | 13               | -                | -  | -                    | -                    | -                    |                      |                      |
| 2017-2018  | Jets de Winnipeg       | LNH        | 27  | 1                | 2                | 3                | 10               | -                | -  | -                    | -                    | -                    |                      |                      |
| Totaux LNH | Totaux LNH             | Totaux LNH | 551 | 90               | 84               | 174              | 180              | 13               | 1  | 2                    | 3                    | 16                   |                      |                      |

### En équipe nationale
| Année | Compétition                  |   | PJ | B | A | Pts | Pun           |  | Résultat |
| 2006  | Championnat du monde -18 ans | 7 | 1  | 0 | 1 | 2   | 4e place      |  |          |
| 2008  | Championnat du monde junior  | 7 | 3  | 1 | 4 | 4   | Médaille d'or |  |          |